# Vojenská přehlídka na Rudém náměstí (2015)

Logo oslav sedmdesátého výročí Dne vítězství v Rusku

Přehlídka ke Dni vítězství proběhla na Rudém náměstí v Moskvě 9. května 2015 k 70. výročí konce druhé světové války od 10:00 místního času.
Přehlídky se mělo zúčastnit 15 tisíc vojáků včetně 1,3 tisíce zahraničních, účast potvrdilo deset zemí.
Vojenské přehlídky k výročí ukončení druhé světové války proběhnou ve 26 městech včetně devíti měst-hrdinů (Moskvě, Sankt Petěrburgu, Smolensku, Murmansku, Tule, Novorossijsku, Volgogradě a Kerči a sporného krymského Sevastopolu).

## Příprava
Příprava přehlídky začala v listopadu 2014.

### Zahraniční vojáci
pozvání přijali
- 10. března bylo oznámeno, že představitelé ozbrojených sil Mongolska se poprvé v historii zúčastní vojenské přehlídky ke Dni vítězství na Rudém náměstí v Moskvě[3].

- 6. dubna prezident Arménie Serž Sarkisjan oznámil, že jednotky arménské armády přijedou na přehlídku[4].

- 6. dubna srbský prezident Tomislav Nikolić přijal pozvání ministra obrany RF Sergeje Šojgu a podepsal výnos o účasti příslušníků srbské armády na přehlídce[5].

- Účast na přehlídce příslušníků granátnického pluku ozbrojených sil Indie oznámil 14. dubna na mikroblogu tiskový mluvčí ministerstva obrany Indie Sitanšu Kar[6].

- Podle oznámení zástupce velitele pro vzdělávání Ruslana Abdulinova vyšle Kazachstán na přehlídku více než 70 frekventantů Vojenské akademie pozemních sil[7].

- 22. dubna byla oznámena účast ozbrojených sil Kyrgyzstánu. Na přehlídku přijede 75 příslušníků Národní gardy[8].

- Účast běloruských vojáků oznámil 22. dubna ministr zahraničí RF Sergej Lavrov[9].

- Účast 70 příslušníků ázerbájdžánské armády oznámila 25. dubna tisková služba ministerstva obrany Ázerbájdžánu[10].

- Podle oznámení z 25. dubna bude na Rudém náměstí pochodovat více než stovka tádžických vojáků.[11].

- 26. dubna byla oznámena účast 110 vojáků praporu čestné stráže čínské lidové osvobozenecké armády[12].

účast odmítli
- 1. dubna tiskový mluvčí prezidenta Moldavska Vlad Curkanum oznámil, že jednotky moldavské armády, která dostala pozvánku na přehlídku, do Moskvy nepřijedou[13].

## Hosté
Podle sdělení ministra zahraničí Ruska Sergeje Lavrova, pozvánka na oslavy byla odeslána vrcholným představitelům 68 států a hlavám OSN, UNESCO, Rady Evropy a Evropské unie.
učastníci vojenské přehlídky:
- Pan Ki-mun — generální tajemník OSN[15][16]
- Irina Bokovová — generální ředitelka UNESCO[17]
- Ilham Alijev — prezident Ázerbájdžánu[18]
- Serž Sargsjan — prezident Arménie[4]
- Mladen Ivanić – předseda předsednictva Bosny a Hercegoviny
- Nicolás Maduro — prezident Venezuely
- Trương Tấn Sang — prezident Vietnamu[19]
- Abd al-Fattáh as-Sísí — prezident Egypta[20]
- Pranab Mukherdží — prezident Indie[21]
- Jacob Zuma — prezident Jihoafrické republiky
- Nursultan Nazarbajev — prezident Kazachstánu[22]
- Nikos Anastasiadis — prezident Kypru[23]
- Almazbek Atambajev — prezident Kyrgyzstánu[24]
- Si Ťin-pching — prezident Čínské lidové republiky[25]
- Kim Čong-nam — předseda prezídia Nejvyššího lidového shromáždění KLDR[26]
- Raúl Castro — předseda vlády Kuby[27]
- Cachjagín Elbegdordž — prezident Mongolska[28]
- Tomislav Nikolić — prezident Srbska[29]
- Ďorge Ivanov — prezident Makedonské republiky[30][31]
- Emómalí-ji Rahmón — prezident Tádžikistánu[22]
- Gurbanguly Berdimuhamedow — prezident Turkmenistánu

- Robert Mugabe — prezident Zimbabwe
- Mahmúd Abbás — prezident částečně uznané Palestiny[32]
- Raul Chadžimba — prezident částečně uznané Abcházie[22]
- Leonid Tibilov — prezident částečně uznané Jižní Osetie[22]

neúčastnili se přehlídky, ale recepce a oficiálního pietního ceremoniálu:
- Miloš Zeman — prezident Česka[33]
- Robert Fico — předseda vlády Slovenska[34]

účast na přehlídce odmítli:
- Evropská unie:
  - Donald Tusk — předseda Rady Evropy[35][22]
  - Jean-Claude Juncker — předseda Evropské komise[36]
  - Martin Schulz — předseda Evropského parlamentu[36]
- Heinz Fischer — prezident Rakouska[37]
- Alexandr Lukašenko — prezident Běloruska[38]
- Rosen Plevneliev — prezident Bulharska[39]
- David Cameron — ministerský předseda Spojeného království[40]
- János Áder — prezident Maďarska[41]
- Angela Merkelová — kancléřka Německa[42][22]
- Giorgi Margvelašvili — prezident Gruzie[43][22]
- Izrael:
  - Re'uven Rivlin — prezident Izraele[22]
  - Benjamin Netanjahu — premiér Izraele[44]
- Mariano Rajoy — předseda vlády Španělska[45]
- Sergio Mattarella — prezident Itálie[46]
- Pak Kun-hje — prezidentka Jižní Koreje[47]
- Kim Čong-un — vůdce strany, armády a lidu Severní Koreje[48]
- Andris Bērziņš — prezident Lotyšska[22]
- Dalia Grybauskaitė — prezidentka Litvy[22]
- Nicolae Timofti — prezident Moldavska[13][22]
- Mark Rutte — předseda vlády Nizozemska[49]
- Erna Solbergová — předsedkyně vlády Norska[50]
- Polsko:
  - Bronisław Komorowski — prezident Polsko[22]
  - Ewa Kopaczová — premiérka Polska[51]
- Andrej Kiska — prezident Slovenska[52]
- Borut Pahor — prezident Slovinska[53]
- Barack Obama — prezident USA[22]
- Recep Tayyip Erdoğan — prezident Turecka[54]
- Islom Karimov — prezident Uzbekistánu[55]
- představitelé Ukrajiny[56]
- Sauli Niinistö — prezident Finska[57]
- François Hollande — prezident Francie[58]
- Kolinda Grabarová Kitarovićová — prezidentka Chorvatsko[59]
- Filip Vujanović — prezident Černé Hory[60]
- Stefan Löfven — předseda vlády Švédska[53]
- Toomas Hendrik Ilves — prezident Estonska[22]
- Šinzó Abe — premiér Japonska[22]

účast nepotvrdili:
- Thorbjørn Jagland — generální tajemník Rady Evropy[61]
- Helle Thorningová-Schmidtová — ministerská předsedkyně Dánska[62]
- Alexis Tsipras — ministerský předseda Řecka[63]
- Ólafur Ragnar Grímsson — prezident Islandu[22]